# 火山穹丘

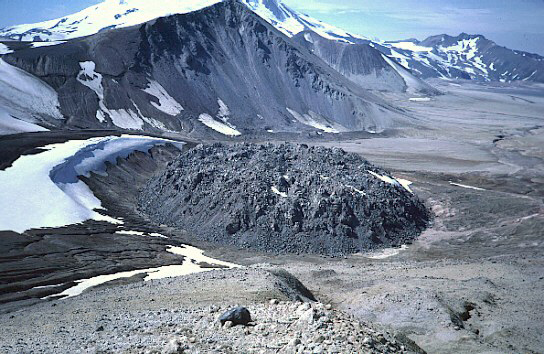
諾瓦魯普塔火山穹丘

火山穹丘(英語：lava dome，或稱為熔岩穹丘)，常見於火山口內或火山的側翼，是一種圓頂狀的突起，看起來類似某些植物的球根。火山穹丘是由高黏度的熔岩形成的，由於其黏度太高，不能從火山口遠流，在火山口上及其附近冷卻凝固。火山穹丘會成長，這是由於地底岩漿庫的空間不足以容納所有岩漿，導致部分岩漿擠入穹丘下方。如果成長中的穹丘是位於陡峭的山坡上，其成長有可能導致重心的不穩定，最後導致山崩或火山碎屑流。

## 外部連結
- （英文） （页面存档备份，存于） 聖海倫斯火山